# ديفيد دونكان (مدرب كرة قدم)
ديفيد دونكان (بالإنجليزية: David Duncan)‏ هو مدرب كرة قدم غاني، ولد في 25 أكتوبر 1963 في أكرا في غانا.